# Michelle Lujan Grisham
Michelle Lynn Lujan Grisham (Los Álamos, 24 de octubre de 1959) es una política y abogada estadounidense, miembro del Partido Demócrata y gobernadora del estado de Nuevo México desde el 1 de enero de 2019. Previamente sirvió en la Cámara de Representantes de los Estados Unidos, por el 1.º distrito congresional de Nuevo México entre 2013 y 2019. El 6 de noviembre de 2018, se convirtió en la primera mujer demócrata elegida gobernadora de Nuevo México, así como la primera demócrata hispana elegida gobernadora en la historia estadounidense.
Fue secretaria de salud de Nuevo México entre 2004 y 2007 y como comisionada del condado de Bernalillo entre 2010 y 2012. Fue elegida representante de los Estados Unidos en 2012 derrotando a la republicana Janice Arnold-Jones. En 2016, fue seleccionada presidenta del Caucus Hispano del Congreso. Ganó la nominación demócrata para gobernadora de Nuevo México en 2018 derrotando al republicano Steve Pearce en las elecciones estatales de 2018 celebradas el 6 de noviembre.

## Primeros años y formación
Nació en Los Álamos y se crio en Santa Fe. Su padre, Llewellyn «Buddy» Luján, ejerció la odontología hasta los 80 años, y murió en marzo de 2011. Su madre, Sonja, era ama de casa. La hermana de Michelle, Kimberly, fue diagnosticada con un tumor cerebral a la edad de dos años y murió a los 21.
Forma parte de la familia política Luján en Nuevo México, muchos de cuyos miembros han servido en cargos de elección y han sido designados en el gobierno. Afirmó que sus antepasados han habitado Nuevo México durante doce generaciones.
Se graduó en St. Michael's High School y obtuvo un bachiller universitario en letras en ciencias de la Universidad de Nuevo México en 1981, donde fue miembro de la hermandad estudiantil Delta Delta Delta. Al año siguiente se casó con Gregory Alan Grisham. En 1987, obtuvo el título de Juris doctor de la Facultad de Derecho de la Universidad de Nuevo México.

## Carrera política
Se desempeñó como directora del Departamento de Servicios a Largo Plazo y Ancianos de Nuevo México bajo los gobernadores Bruce King, Gary Johnson y Bill Richardson. Durante el mandato de Richardson, el puesto fue elevado al nivel de gabinete estatal. En 2004, nombró a Lujan Grisham como secretaria de salud de Nuevo México y ocupó el cargo hasta 2007.
Posteriormente, fue elegida miembro de la Junta de Comisionados del Condado de Bernalillo, en el período de 2010 a 2012.

### Representante de los Estados Unidos

#### Elecciones
Dimitió como secretaria de salud para postularse a la Cámara de Representantes de los Estados Unidos en las elecciones de 2008, perdiendo en las primarias demócratas ante Martin Heinrich, quien ganó con el 44% de los votos. La secretaria de estado de Nuevo México, Rebecca Vigil-Girón, ocupó el segundo lugar con el 25% y Lujan Grisham ocupó el tercer lugar con el 24%.
Volvió a buscar la nominación demócrata para la cámara en 2012 después de que Heinrich decidiera postularse para el Senado de los Estados Unidos. Ella ganó la nominación, derrotando a Marty Chávez y Eric Griego. Derrotó a Janice Arnold-Jones, exmiembro de la Cámara de Representantes de Nuevo México, en las elecciones generales de noviembre, 59%-41%.
Derrotó al republicano Mike Frese en las elecciones de 2014, 59% contra 41%.
En las elecciones de 2016, derrotó al republicano Richard Priem, recibiendo 179 380 votos (65,1%) frente a los 96 061 de Priem (34,9%).

#### Mandato
Prestó juramento como miembro del Congreso el 3 de enero de 2013. En 2016, fue una de los nueve miembros del Congreso que hicieron un viaje a Bakú que luego se descubrió que había sido financiado en secreto por el gobierno de Azerbaiyán; tuvo que entregar los regalos que el país le dio a la secretaria de la cámara después de una investigación de ética. Tanto la Oficina de Ética del Congreso como el Comité de Ética de la Cámara de Representantes encontraron que los legisladores y los asistentes no tenían forma de saber que el viaje estaba siendo financiado de manera inadecuada.
También en 2016, fue seleccionada como presidenta del Caucus Hispano del Congreso.
Renunció a su escaño en la cámara el 31 de diciembre de 2018 para asumir la gobernación de Nuevo México al día siguiente.

## Gobernadora de Nuevo México (2019-actualidad)

### Elección
El 13 de diciembre de 2016, una semana después de que Tom Udall anunciara que no se postularía para gobernador de Nuevo México, se convirtió en la primera persona en anunciar su candidatura para suceder a Susana Martínez, a quien se le prohibió postularse debido al límite de mandatos. El 5 de junio de 2018, ganó las primarias demócratas para convertirse en la nominada del partido. El 6 de noviembre, fue elegida gobernadora en una carrera contra el representante republicano, Steve Pearce. Ella ganó con el 56,9% (385,684) de los votos, mientras que Pearce recibió el 43,1% (292,043).

### Administración
Prestó juramento el 1 de enero de 2019. En septiembre de 2019, anunció un plan para que las universidades públicas en Nuevo México sean gratuitas para los residentes del estado.

## Vida personal
Su esposo, Gregory, falleció de un aneurisma cerebral en 2004. La pareja tuvo dos hijas. Lujan Grisham presentó una demanda por homicidio culposo contra el médico de su esposo. La demanda fue retirada.